# چیورس-وال
چیورس-وال (به فرانسوی: Chivres-Val) یک کمون (فرانسه) در فرانسه است که در ان (ا-دو-فرانس) واقع شده‌است. چیورس-وال ۵٫۵۴ کیلومتر مربع مساحت دارد ۹۰ متر بالاتر از سطح دریا واقع شده‌است.